# Tanja Raich (Autorin)

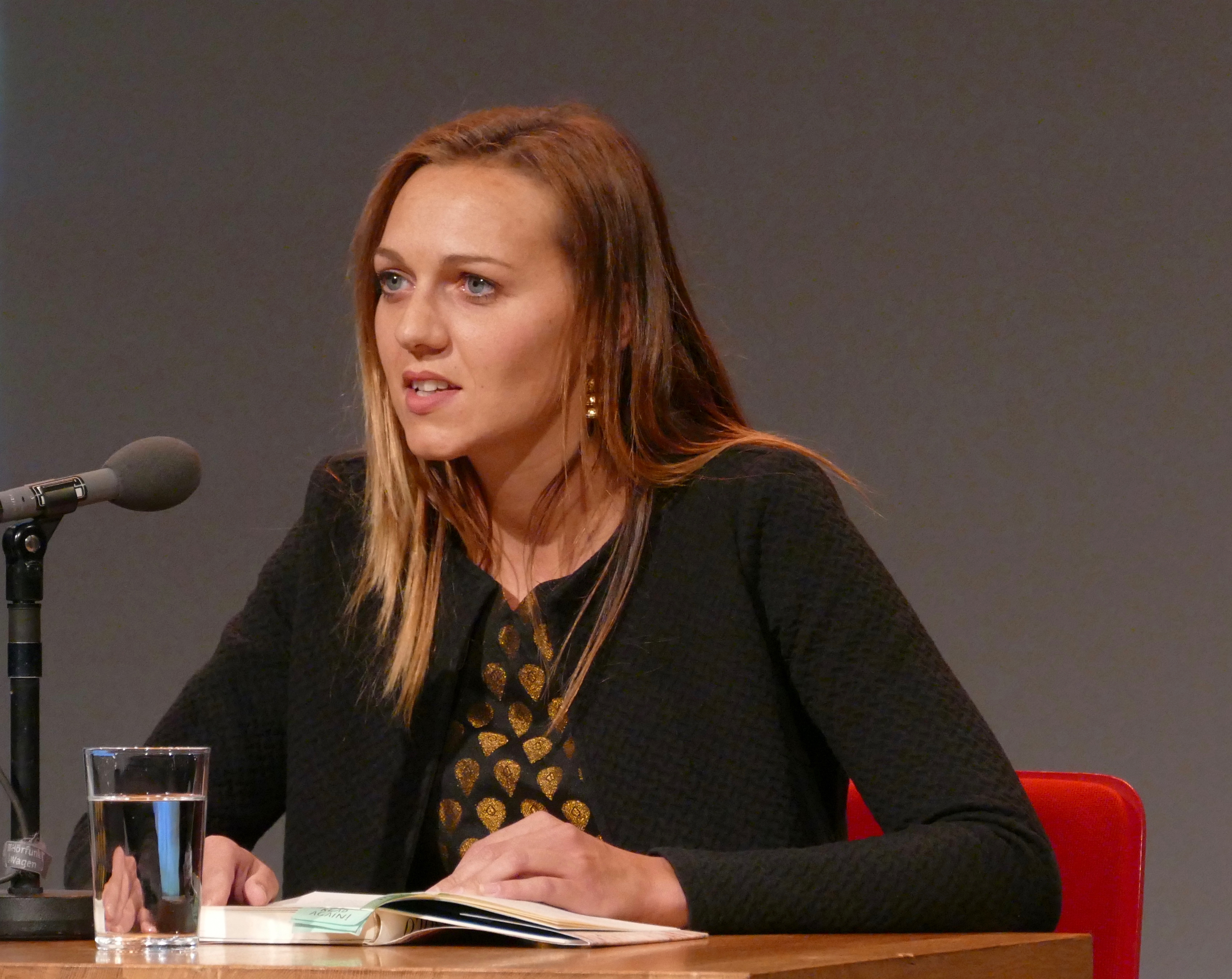
Tanja Raich liest bei den Wortspielen 2019 in München

Tanja Raich (* 1986 in Meran) ist eine Schriftstellerin aus Südtirol und lebt in Wien.

## Leben
Tanja Raich wurde 1986 in Meran geboren und lebt seit 2005 in Wien. Sie hat an der Universität Wien Germanistik und Geschichte studiert und mit einer Arbeit zu literarischen (Re-)Konstruktionen der Sprengstoffanschläge in Südtirol abgeschlossen.
Sie hat bislang Kurzprosa in verschiedenen Literaturzeitschriften und Anthologien veröffentlicht. Erste größere Bekanntheit erlangte sie mit ihrem 2019 erschienenen Debütroman Jesolo, der die Geschichte einer überraschend und ungewollt schwanger gewordenen jungen Frau bis zur Geburt des Kindes erzählt.
2021 übernahm Tanja Raich die Kinderbuch- und Literaturprogrammleitung beim Leykam Verlag.

## Auszeichnungen
- 2015 Finalistin beim 20. MDR-Literaturwettbewerb[5]
- 2015 2. Platz beim Münchner Kurzgeschichtenwettbewerb[6]
- 2017 Ö1 Literaturwettbewerb[7]
- 2019 Shortlist Literaturpreis Alpha für Jesolo[8]
- 2019 Shortlist Debüt Österreichischer Buchpreis für Jesolo[9]

## Werke
- Kontinente. In: Michael Hametner (Hrsg.): Schnee im August: Die besten Geschichten aus dem MDR-Literaturwettbewerb 2015. Leipzig 2015, ISBN 978-3-940691-70-5, S. 143–150.
- Inselfestung. In: Aber sicher! Die besten Texte aus dem Ö1 Literaturwettbewerb. Wien 2017, ISBN 978-3-99200-191-0, S. 139–158.
- Jesolo. Blessing, München 2019, ISBN 978-3-641-23876-6.
- Schwerer als das Licht. Blessing, München 2022, ISBN 978-3-89667-735-8.

Als Herausgeberin:
- Das Paradies ist weiblich – 20 Einladungen in eine Welt, in der Frauen das Sagen haben. Kein & Aber, Zürich 2022, ISBN 978-3-0369-5870-5.